# Scrupocellaria gilbertensis
Scrupocellaria gilbertensis är en mossdjursart som beskrevs av Maplestone 1909. Scrupocellaria gilbertensis ingår i släktet Scrupocellaria och familjen Candidae. Inga underarter finns listade i Catalogue of Life.